# Listen Lester

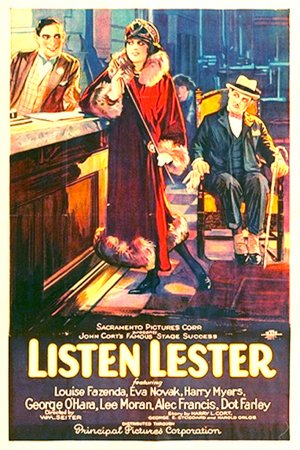
L'affiche du film lors de sa sortie en salle en 1924.

Listen Lester est un film muet américain réalisé par William A. Seiter et sorti en 1924.

## Synopsis
Le colonel Dodge, devenu veuf aime beaucoup sa nouvelle situation de célibataire mais lorsque Arbutus Quilty, son ancienne petite amie, menace de le poursuivre pour rupture de promesse, il décide qu'il est temps pour lui et sa fille Mary de s'offrir un petit voyage de vacances en Floride. En colère, Arbutus demande l'aide de la détective Miss Pink qui les suit jusqu'en Floride. À son hôtel, le colonel demande l'aide du détective Listen Lester pour récupérer des lettres d'amour compromettantes qu'il avait écrites à Arbutus. Le détective s'acquitte de sa tâche mais est lui-même mis en échec lorsque Miss Pink récupère les lettres. Un employé de l'hôtel les récupère alors mais les perd à son tour au profit d'Arbutus. Pendant ce temps, Mary vit une histoire d'amour avec Jack Griffin mais ce dernier croit que le colonel est son amant et non son père et pour cette raison refuse de s'impliquer. En désespoir de cause, Arbustus demande l'aide de Lester pour simuler son enlèvement et celui de Mary dans l'espoir de ramener les hommes à la raison. L'un des faux kidnappeurs se prend trop au sérieux et se montre un peu brutal avec Mary. Jack sauve les femmes ainsi que Mary et ilsi se réconcilient. À court d'idées, Arbustus décide d'arrêter de poursuivre le colonel qui se rend compte à quel point ses attentions lui manqueraient. Il découvre qu'il l'aime toujours et chaque couple se marie.

## Fiche technique
- Titre : Listen Lester
- Réalisation : William A. Seiter
- Scénario : Lewis Milestone, William A. Seiter, d'après une pièce de Harry Linsley Cort, Harold Orlog et G.E. Stoddard
- Chef opérateur : John Stumar
- Montage : Owen Marks
- Production : Sacramento Pictures
- Distribution : Principal Distributing
- Genre : Comédie
- Durée : 60 minutes
- Date de sortie :
  - États-Unis : 20 mai 1924

## Distribution
- Louise Fazenda : Arbutus Quilty
- Harry Myers : Listen Lester
- Eva Novak : Mary Dodge
- George O'Hara : Jack Griffin
- Lee Moran : William Penn
- Alec B. Francis : Colonel Dodge
- Dot Farley : Miss Pink